# Axl Johnson
Axl Johnson, es un personaje ficticio de la serie de televisión The Almighty Johnsons, interpretado por el actor Emmett Skilton del 7 de febrero del 2011 hasta el 26 de septiembre del 2013.